# HD50186
HD50186 — хімічно пекулярна зоря спектрального класу A2, що має видиму зоряну величину в смузі V приблизно  7,4.
Вона  розташована на відстані близько 491,9 світлових років від Сонця.

## Пекулярний хімічний вміст
Зоряна атмосфера HD50186 має підвищений вміст 
Sr
.